# Хемесин
Хемесин (перс. همه‌سین‎) — село на севере Ирана, в остане Тегеран. Входит в состав шахрестана Тегеран. Является частью дехестана (сельского округа) Сиахруд бахша Меркези.

## География
Село находится в северо-западной части остана, на расстоянии приблизительно 7 километров (по прямой) к востоку от Тегерана. Абсолютная высота — 1717 метров над уровнем моря.

## Население
По данным переписи 2006 года население села составляло 982 человека (534 мужчины и 448 женщин). В Хемесине насчитывалось 269 домохозяйств. Уровень грамотности населения составлял 89,3 %. Уровень грамотности среди мужчин составлял 89,9 %, среди женщин — 88,6 %.
В 2016 году в селе имелось 368 домохозяйств и проживало 1127 человек (606 мужчин и 521 женщина).